# Sindrome di Lemierre
La sindrome di Lemierre è una tromboflebite settica della giugulare che insorge come complicanza di un ascesso peritonsillare. È una patologia ad insorgenza sporadica di alta mortalità se non trattata in tempi brevissimi.

## Epidemiologia e storia
Questa malattia colpisce di solito giovani adulti. La setticemia conseguente ad un'infezione della faringe fu originariamente descritta da Scottmuller nel 1918. Fu però André Lemierre, nel 1936, a pubblicare una serie di 20 casi di infezione alla gola seguiti da setticemia anaerobica, dei quali 18 con conseguente decesso.

## Clinica

### Segni e sintomi
Inizia con febbre, vomito, diarrea e forti dolori cervicali e odinofagia.

### Esami di laboratorio e strumentali
La diagnosi può essere confermata da una trombosi settica della vena giugulare interna e dalla batteremia (presenza di batteri nel sangue in alte concentrazioni); per una corretta diagnosi viene consigliata la TAC o la risonanza magnetica soprattutto dell'area cervicale, visto che una trombosi appena formata spesso non è visibile con l'ecografia.

## Trattamento
L'infezione si diffonde a tutti gli organi vitali ed è quindi mortale se non trattata in tempo con antibiotici ad ampio spettro.

### Prognosi
La mortalità è molto alta, se la sindrome non viene riconosciuta in tempi brevi e trattata con antibiotici ad ampio spettro assieme a cure intensive. Una diagnosi tempestiva della sindrome di Lemierre è importante e permette di ridurre sia la morbosità che la mortalità connesse ad essa. In caso di diagnosi non tempestiva, aumenta la temperatura corporea e si verifica una trombosi della vena giugulare, spesso sepsi ed emorragie interne. Meningite, encefalite, problemi a fegato e reni, ma soprattutto una polmonite sono spesso complicanze della malattia.